# Melanozosteria spryi
Melanozosteria spryi är en kackerlacksart som först beskrevs av Shaw 1922.  Melanozosteria spryi ingår i släktet Melanozosteria och familjen storkackerlackor. Inga underarter finns listade i Catalogue of Life.